# Eslövs högre allmänna läroverk
Eslövs högre allmänna läroverk i Eslöv har sitt ursprung i en skola grundad 1885 och som upphörde som läroverk 1966.

## Historia
Skolan har sitt ursprung i Eslövs enskilda elementärskola för gossar grundad 1885. Denna blev 1904 Eslövs enskilda läroverk för gossar som 1907 blev Eslövs realskola. Denna gick sedan gick samman med flickskolan 1910 och bildade Högre samskolan i Eslöv till vilket också anslöts ett kommunalt gymnasium. 
Skolans byggnad tillkom 1910 och den äldre skolbyggnaden blev då stadens rådhus och används numera av Kulturskolan.
Från 1912 drevs också samskolan i kommunal regi. 1937 förstatligades skolan och namnändrades till Eslövs högre allmänna läroverk. Skolan kommunaliserades 1966 och  namnändrats då till Ekenässkolan som sedan blivit en högstadieskola. Studentexamen gavs från 1916 till 1968 och realexamen från 1908 till omkring 1970.